# 那覇地方裁判所
那覇地方裁判所（なはちほうさいばんしょ）は、沖縄県那覇市にある日本の地方裁判所の一つで、沖縄県を管轄している。略称は、那覇地裁（なはちさい）。沖縄、名護、平良、石垣に支部を置いている。
那覇地方裁判所には那覇市に置かれている本庁のほか、沖縄市、名護市、宮古島市（旧・平良市）、石垣市の4市に地方裁判所支部と家庭裁判所の支部を設置しているほか、簡易裁判所を設置している。また那覇、平良、石垣の3つの検察審査会も設置されている。

## 沿革
- 1891年12月25日 - 那覇地方裁判所及那覇区裁判所設置法（明治24年法律第5号）により、「那覇地方裁判所」が設置。
- 1968年1月1日 - 裁判所法（1967年立法第125号）の施行により、琉球民裁判所としての「那覇地方裁判所」が設置。
- 1972年5月15日 - 日本復帰により、日本の地方裁判所たる「那覇地方裁判所」となる。

## 所在地

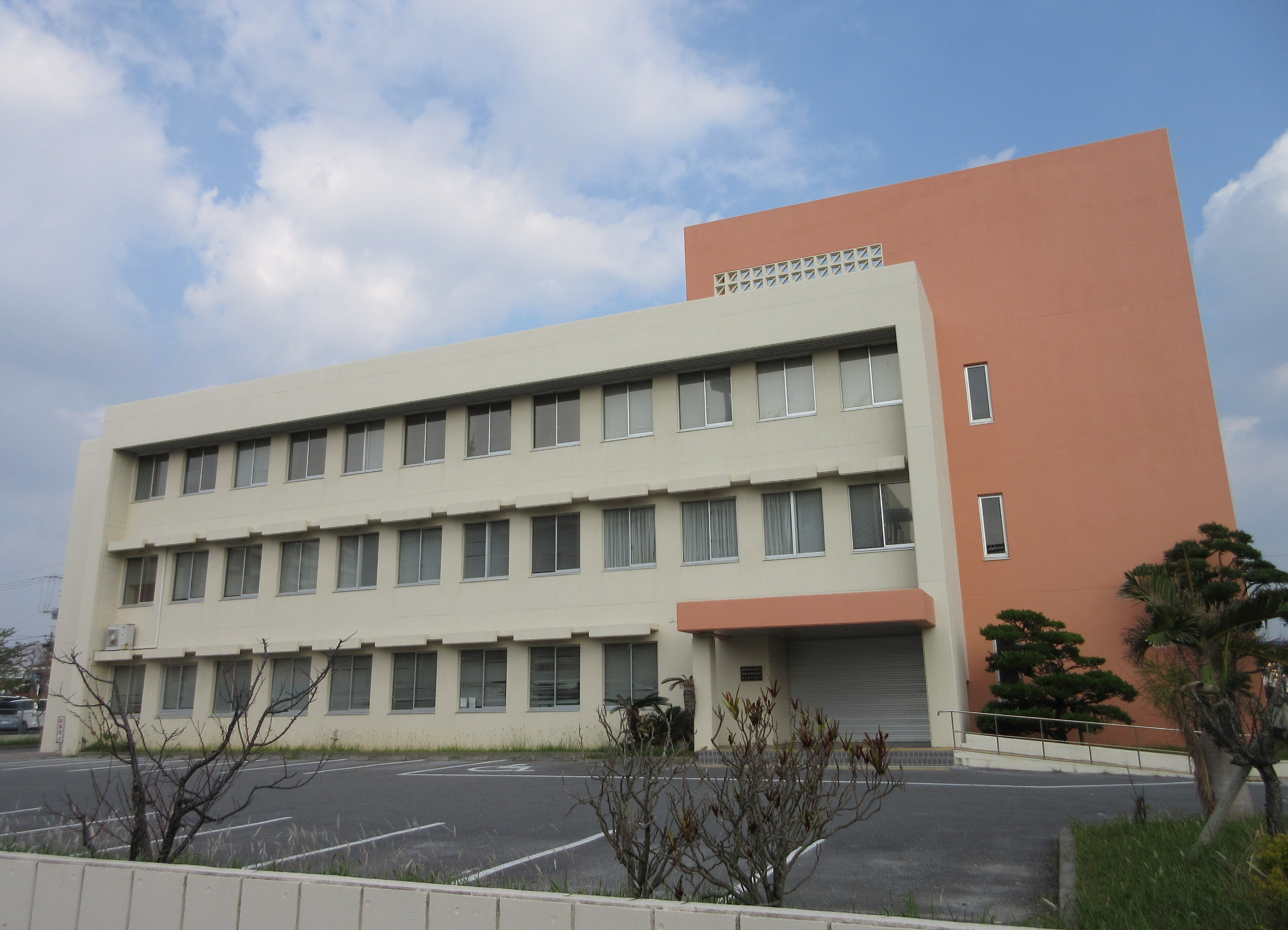
名護支部

- 本庁（那覇簡裁併設）：沖縄県那覇市樋川1-14-1　北緯26度12分31.7秒 東経127度41分11.2秒 / 北緯26.208806度 東経127.686444度
那覇高校バス停から合同庁舎方面へ徒歩5分
沖縄都市モノレール線県庁前駅から徒歩15分
- 沖縄支部（沖縄簡裁併設）：沖縄県沖縄市知花6-7-7　北緯26度21分40.8秒 東経127度49分12.4秒 / 北緯26.361333度 東経127.820111度
法務局前バス停から徒歩1分
- 名護支部（名護簡裁併設）：沖縄県名護市字宮里451-3　北緯26度35分40.5秒 東経127度57分58.1秒 / 北緯26.594583度 東経127.966139度
名護バスターミナルから徒歩5分
- 平良支部（平良簡裁併設）：沖縄県宮古島市平良字西里345　北緯24度48分18.1秒 東経125度16分57.7秒 / 北緯24.805028度 東経125.282694度
市役所前バス停から徒歩1分
- 石垣支部（石垣簡裁併設）：沖縄県石垣市字登野城55　北緯24度20分10.8秒 東経124度9分40.7秒 / 北緯24.336333度 東経124.161306度
裁判所前バス停から徒歩1分

## 管轄
本庁
- 那覇市、浦添市、糸満市、豊見城市、南城市、島尻郡南風原町、与那原町、粟国村、渡名喜村、久米島町、渡嘉敷村、座間味村、南大東村、北大東村、八重瀬町、中頭郡西原町

沖縄支部
- 沖縄市、宜野湾市、うるま市、中頭郡読谷村、嘉手納町、北谷町、北中城村、中城村

名護支部
- 名護市、国頭郡国頭村、大宜味村、東村、今帰仁村、本部町、恩納村、宜野座村、金武町、伊江村、島尻郡伊平屋村、伊是名村

平良支部
- 宮古島市、宮古郡多良間村

石垣支部
- 石垣市、八重山郡竹富町、与那国町

※ただし、行政事件、裁判員の参加する裁判および名護支部管内の合議事件は本庁で取り扱う。

## 歴代所長
（カッコ内は在任期間と異動先）
- 平田清祐（1972年5月15日 - 1975年10月19日 琉球高等裁判所主席判事）
- 高石博良（1975年10月20日 - 1977年3月31日 福岡高等裁判所判事）
- 日野原昌（1977年4月1日 - 1978年5月19日 東京高等裁判所判事）
- 廣木重喜（1978年5月20日 - 1980年6月29日 東京高等裁判所判事）
- 石田穣一（1980年6月30日 - 1982年4月10日 東京高等裁判所判事）
- 秋吉稔弘（1982年4月10日 -  1984年2月29日 東京高等裁判所判事）
- 高木典雄（1984年3月1日 - 1985年4月2日 東京高等裁判所判事）
- 大久保保太郎（1985年4月3日 - 1987年5月27日 長野地家裁所長）
- 佐藤邦夫（1987年5月28日 - 1989年5月31日 浦和家庭裁判所所長）
- 真栄田哲（1989年6月1日 - 1991年1月4日 水戸家庭裁判所所長）
- 大城光代（1991年1月5日 - 1994年3月7日 横浜家庭裁判所所長）
- 上原吉勝（1994年3月8日 - 1996年11月30日 宇都宮家庭裁判所所長）
- 川辺義正（1996年12月1日 - 1998年12月23日 東京高等裁判所部総括判事）
- 北山元章（1998年12月24日 - 2000年3月4日 東京高等裁判所部総括判事）
- 瀧川義道（2000年3月5日 - 2002年1月24日 大阪高等裁判所部総括判事）
- 照屋常信（2002年1月25日 - 2003年8月23日 依願退官）
- 濱﨑裕（2003年8月23日 - 2004年12月18日 福岡高等裁判所判事）
- 藤村啓（2004年12月19日 - 2006年6月18日 東京高等裁判所部総括判事）
- 打越康雄（2006年6月19日 - 2007年6月30日 依願退官）
- 小林正明（2007年6月30日 - 2009年1月15日 熊本地方裁判所所長）
- 亀川清長（2009年1月16日 - 2010年2月 依願退官）
- 木村元昭（2010年2月 - 2011年9月 福岡高等裁判所部総括判事）
- 髙野裕（2011年9月 - 2013年7月 福岡高等裁判所部総括判事）
- 高麗邦彦（2013年7月 - 2014年4月 広島高等裁判所部総括判事）
- 鶴岡稔彦（2014年4月12日 - 2015年3月 知的財産高等裁判所部総括判事）
- 阿部正幸（2015年3月18日 - 2017年4月18日 福岡高等裁判所３民部総括）
- 矢尾渉（2017年4月19日 - 2018年4月16日 福岡高等裁判所１民部総括）
- 増田稔（2018年4月17日 - 2020年1月27日 福岡高等裁判所４民部総括）
- 田中健治（2020年1月28日 - 2021年6月9日 奈良地家裁所長）
- 村越一浩（2021年6月10日 - 2022年9月15日 広島地方裁判所所長[1]
- 佐藤哲治（2022年9月16日） -